# Peregrinus van Barmentlo

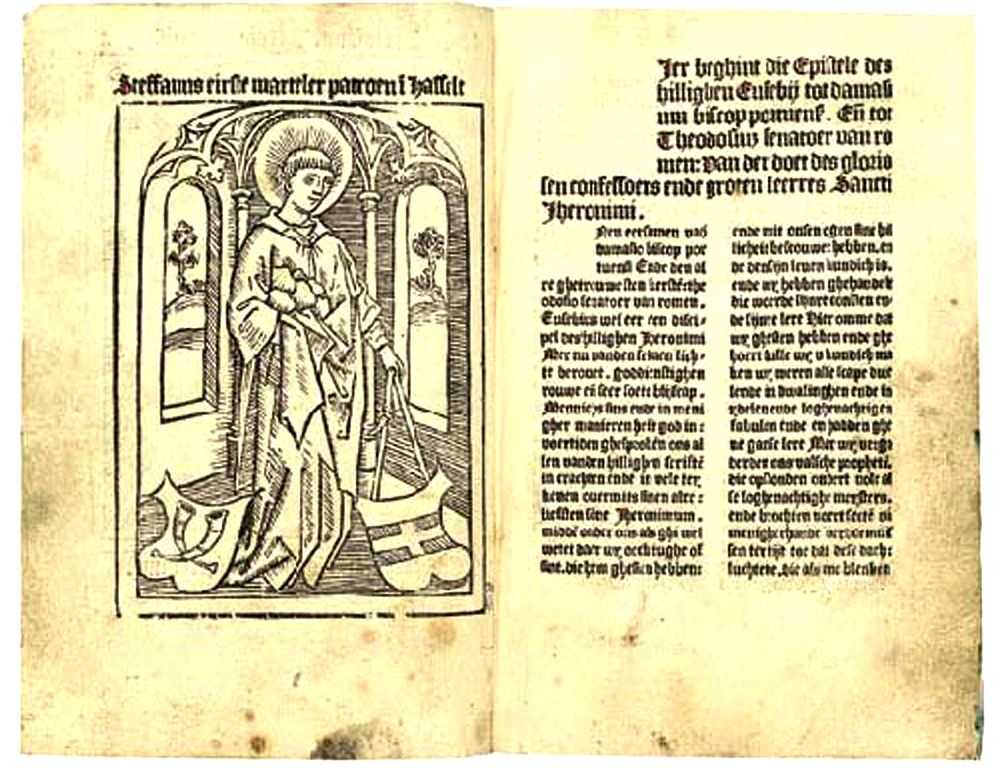
Een wiegedruk uit 1490 van de heilige Stefanus, door Peregrinus.

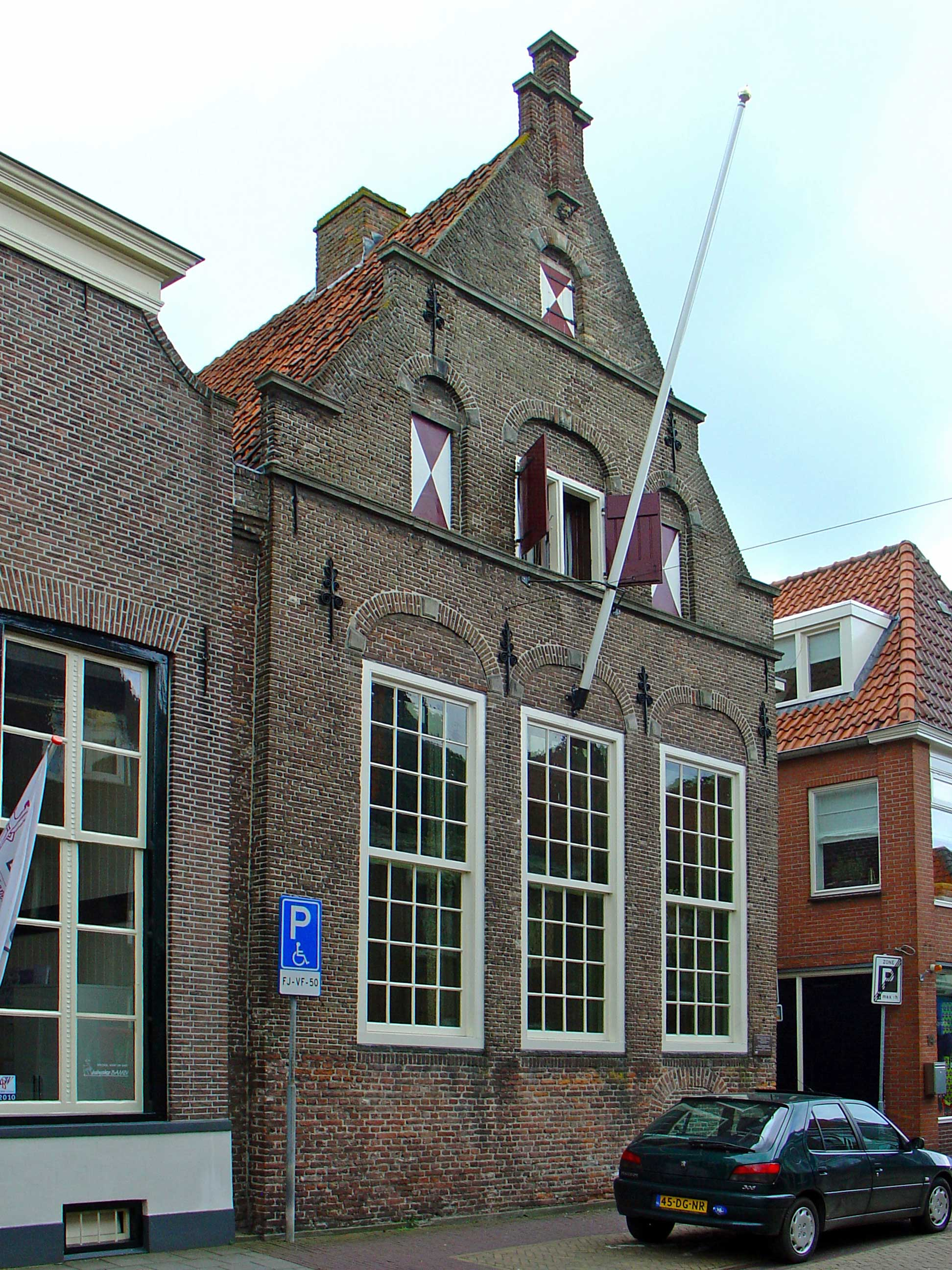
De drukkerij van Peregrinus in Hasselt, Hoogstraat 12.

Peregrinus van Barmentlo (gestorven ca. 1520) was een van de eerste Nederlandse boekdrukkers.

## Biografie
Peregrinus werd geboren als zoon van Johan van Barmentloe (1425-1497), erfmarkrichter van Brammelo en Keppel en raad van Burcolo. Zijn voornaam betekent letterlijk 'pelgrim'. Hij vertrok in 1476 naar Italië voor een opleiding tot boekdrukker. Al na 1 jaar gaf hij samen met Henricus Alding een gedrukt psalmboek uit in Napels. Waarschijnlijk werkte hij later ook nog in Messina, voordat hij in 1481 naar de Nederlanden terugkeerde. Hij opende dat jaar een van de oudste Nederlandse drukkerijen in Hasselt, aan de Hoogstraat 12 om precies te zijn. Deze drukkerij zou tot 1490 in gebruik blijven. Men heeft de veronderstelling dat Peregrinus waarschijnlijk geen beroepsdrukker was maar dat er eerder sprake was van "religieuze gedrevenheid". Ook zou hij enig contact met Peter van Os hebben gehad, aangezien de blokken van Van Os in 1487 bij Peregrinus terecht zijn gekomen. Hij werd na de dood van zijn broer Hendrick op 27 augustus 1484 beleend met Eelking en was op 17 mei 1490 leengetuige. Het leen ging in 1520 over naar zijn nicht Lucia van Barmentlo.
De boeken van Peregrinus behoren tot de incunabelen, ook wel wiegendrukken genoemd. Peregrinus, Johann Gutenberg en Laurens Janszoon Coster worden gezien als pioniers in de boekdrukkunst. Negen van zijn wiegendrukken zijn bewaard gebleven en liggen nu onder andere in de Koninklijke Bibliotheek en het Stadsarchief en Athenaeumbibliotheek. Ook in Londen en Parijs liggen exemplaren.

## Uitgaven
- Epistelen ende evangelien mitten sermonen (1480)
- Gesta Romanorum (1481)[5]
- Summe le roy, of des conincs summe (1481)[6]
- Horae. Getijdenboek (1488, 1490)[5]
- Liden ende passie Ons Heren (1488)[6]
- Hieronymus, saint. Vita et transius (1490)[5]